# Necyla flavonotata
Necyla flavonotata is een insect uit de familie van de Mantispidae, die tot de orde netvleugeligen (Neuroptera) behoort. 
Necyla flavonotata is voor het eerst wetenschappelijk beschreven door Tjeder in 1963.